# Lepilemur edwardsi
Lepilemur edwardsi är en däggdjursart som först beskrevs av Forbes 1894.  Lepilemur edwardsi ingår i släktet vesslemakier, och familjen Lepilemuridae. IUCN kategoriserar arten globalt som sårbar. Inga underarter finns listade i Catalogue of Life.
Denna primat förekommer i ett mindre område på västra Madagaskar. Den vistas där i mera torra lövfällande skogar.
Individerna äter främst blad som kompletteras med frukter, blommor och frön. De letar ensam föda men vid viloplatsen samlas ofta mindre grupper. Reviret är cirka en hektar stort och det försvaras med höga skrik.
Arten når en kroppslängd av 54 till 58 cm (med svans) respektive av 27 till 29 cm (utan svans). De väger 0,7 till 1,0 kg. Pälsen har allmänt en gråbrun färg. På axeln, armarna och låren förekommer ofta en kastanjebrun skugga. Ibland finns en mörk linje på ryggens mitt. Buken är mera gråaktig med många ljusa fläckar. Påfallande är den vita svansspetsen och de stora öronen.
Lepilemur edwardsi är aktiv på natten, främst under timmarna efter skymningen. Parningens sker vanligen i maj eller juni vid början av den torra perioden. Honan är fyra till fem månader dräktig och sedan föds en unge. Ungen diar sin mor cirka en månad. Samtidig börjar regntiden på Madagaskar som erbjuder riklig fast föda. Under de första dagarna stannar ungen i boet som är en hålighet i ett träd när modern letar efter föda. Senare följer den med i moderns mun.
Könsmognaden och självständigheten infaller efter två år. Så kan det finnas två syskon i boet. Livslängden i naturen är inte känd. Ingen individ överlevde en längre tid i fångenskap.